# 2017-es Apertura mexikói labdarúgó-bajnokság (első osztály)
A mexikói labdarúgó-bajnokság első osztályának 2017-es Apertura szezonja 18 csapat részvételével 2017. július 21-én kezdődött és december 10-ig tartott. A bajnokságot a monterreyi Tigres de la UANL nyerte meg, amelynek ez volt a 6. győzelme. A második helyen a fővárosi CF Monterrey végzett, a bajnoksággal párhuzamosan zajló kupát ugyanők hódították el.

## Előzmények
Az előző szezont, a 2017-es Clausurát a Guadalajara nyerte meg. A másodosztályba kiesett (sőt, meg is szűnt) a Chiapas FC, az első osztályba feljutott a Lobos de la BUAP.

## Csapatok
| Csapat                       | Város              | Állam              | Stadion                | Edző (a szezon elején)  |
| ---------------------------- | ------------------ | ------------------ | ---------------------- | ----------------------- |
| América                      | Mexikóváros        | Szövetségi kerület | Azteca                 | Miguel Herrera          |
| Atlas                        | Guadalajara        | Jalisco            | Jalisco                | José Guadalupe Cruz     |
| Cruz Azul                    | Mexikóváros        | Szövetségi Kerület | Azul                   | Paco Jémez              |
| Guadalajara                  | Guadalajara        | Jalisco            | Estadio Akron          | Matías Almeyda          |
| León                         | León               | Guanajuato         | León                   | Javier Torrente         |
| Lobos de la BUAP             | Puebla             | Puebla             | Universitario BUAP     | Rafael Puente           |
| Monarcas Morelia             | Morelia            | Michoacán          | Morelos                | Roberto Hernández Ayala |
| Monterrey                    | Monterrey          | Új-León            | BBVA Bancomer          | Antonio Mohamed         |
| Necaxa                       | Aguascalientes     | Aguascalientes     | Victoria               | Ignacio Ambriz          |
| Pachuca                      | Pachuca de Soto    | Hidalgo            | Hidalgo                | Diego Alonso            |
| Puebla                       | Puebla de Zaragoza | Puebla             | Cuauhtémoc             | Rafael García Torres    |
| Pumas (Universidad Nacional) | Mexikóváros        | Szövetségi Kerület | Olímpico Universitario | Francisco Palencia      |
| Querétaro                    | Querétaro          | Querétaro          | Corregidora            | Jaime Lozano            |
| Santos Laguna                | Torreón            | Coahuila           | TSM Corona             | José Manuel de la Torre |
| Tigres                       | Monterrey          | Új-León            | Universitario          | Ricardo Ferretti        |
| Tijuana                      | Tijuana            | Alsó-Kalifornia    | Caliente               | Eduardo Coudet          |
| Toluca                       | Toluca de Lerdo    | México             | Nemesio Díez           | Hernán Cristante        |
| Veracruz                     | Veracruz           | Veracruz           | Luis de la Fuente      | Juan Antonio Luna       |

## Az alapszakasz végeredménye
Az alapszakasz 17 fordulóból állt, az első nyolc jutott be a rájátszásba.
| #   | Csapat          | M  | GY | D | V  | G+ – G– | GK  | P  | Megjegyzések |
| --- | --------------- | -- | -- | - | -- | ------- | --- | -- | ------------ |
| 1.  | Monterrey (KGY) | 17 | 11 | 4 | 2  | 29–12   | +17 | 37 |              |
| 2.  | Tigres          | 17 | 9  | 5 | 3  | 28–16   | +12 | 32 |              |
| 3.  | América         | 17 | 9  | 3 | 5  | 23–18   | +5  | 30 |              |
| 4.  | Morelia         | 17 | 8  | 5 | 4  | 25–17   | +8  | 29 |              |
| 5.  | Toluca          | 17 | 8  | 5 | 4  | 24–21   | +3  | 29 |              |
| 6.  | Cruz Azul       | 17 | 7  | 6 | 4  | 22–22   | 0   | 27 |              |
| 7.  | León            | 17 | 8  | 2 | 7  | 27–23   | +4  | 26 |              |
| 8.  | Atlas           | 17 | 7  | 4 | 6  | 23–19   | +4  | 25 |              |
| 9.  | Necaxa          | 17 | 6  | 6 | 5  | 19–15   | +4  | 24 |              |
| 10. | Lobos           | 17 | 7  | 2 | 8  | 26–31   | −5  | 23 |              |
| 11. | Tijuana         | 17 | 6  | 3 | 8  | 17–23   | −6  | 21 |              |
| 12. | Pachuca         | 17 | 5  | 4 | 8  | 23–25   | −2  | 19 |              |
| 13. | Guadalajara     | 17 | 4  | 6 | 7  | 21–23   | −2  | 18 |              |
| 14. | Santos          | 17 | 3  | 9 | 5  | 20–23   | −3  | 18 |              |
| 15. | Puebla          | 17 | 3  | 7 | 7  | 14–20   | −6  | 16 |              |
| 16. | Querétaro       | 17 | 3  | 7 | 7  | 19–27   | −8  | 16 |              |
| 17. | Veracruz        | 17 | 4  | 2 | 11 | 14–28   | −14 | 14 |              |
| 18. | Pumas           | 17 | 3  | 4 | 10 | 14–25   | −11 | 13 |              |

Utolsó frissítés: 2017. november 20. 
Forrás: A bajnokság hivatalos honlapja 
A rangsorolás alapszabályai: 1. összpontszám, 2. egymás elleni eredmények összpontszáma, 3. gólkülönbség, 4. szerzett gólok száma.
(B): Bajnokcsapat, (K): Kieső csapat, (F): Feljutó csapat, (I): Kupainduló, (R): A rájátszás győztese, (KGY): Kupagyőztes

## Rájátszás
A döntő kivételével az a szabály, hogy ha a két meccs összesítve döntetlen, és az idegenbeli gól is egyenlő, akkor nincs hosszabbítás és tizenegyespárbaj, hanem az a csapat jut tovább, amelyik az alapszakaszban jobb helyen végzett.
A negyeddöntők első mérkőzéseit november 22-én és 23-án, a visszavágókat 25-én és 26-án játszották, az elődöntőkre november 29-én és 30-án, valamint december 2-án és 3-án kerül sor. A döntő első mérkőzése december 7-én, a visszavágó 10-én volt.
|  | Negyeddöntők     | Negyeddöntők     | Negyeddöntők | Negyeddöntők | Negyeddöntők |   |                  | Elődöntők        | Elődöntők | Elődöntők | Elődöntők | Elődöntők |  |  | Döntő | Döntő | Döntő | Döntő | Döntő |  |
|  |                  |                  |              |              |              |   |                  |                  |           |           |           |           |  |  |       |       |       |       |       |  |
|  | Cruz Azul        | Cruz Azul        | 0            | 0            | 0            |   |                  |                  |           |           |           |           |  |  |       |       |       |       |       |  |
|  | Cruz Azul        | Cruz Azul        | 0            | 0            | 0            |   |                  |                  |           |           |           |           |  |  |       |       |       |       |       |  |
|  | América          | América          | 0            | 0            | 0            |   |                  |                  |           |           |           |           |  |  |       |       |       |       |       |  |
|  | América          | América          | 0            | 0            | 0            |   | América          | América          | 0         | 0         | 0         |           |  |  |       |       |       |       |       |  |
|  |                  |                  |              |              |              |   | América          | América          | 0         | 0         | 0         |           |  |  |       |       |       |       |       |  |
|  |                  |                  | Tigres       | Tigres       | 1            | 3 | 4                |                  |           |           |           |           |  |  |       |       |       |       |       |  |
|  | León             | León             | Tigres       | Tigres       | 1            | 3 | 4                | 1                | 1         | 2         |           |           |  |  |       |       |       |       |       |  |
|  | León             | León             |              |              |              |   |                  |                  |           | 2         |           |           |  |  |       |       |       |       |       |  |
|  | Tigres           | Tigres           | 1            | 1            | 2            |   |                  |                  |           |           |           |           |  |  |       |       |       |       |       |  |
|  | Tigres           | Tigres           | 1            | 1            | 2            |   | Tigres           | Tigres           | 1         | 2         | 3         |           |  |  |       |       |       |       |       |  |
|  |                  |                  |              |              |              |   |                  |                  |           |           |           |           |  |  |       |       |       |       |       |  |
|  |                  |                  | Monterrey    | Monterrey    | 1            | 1 | 2                |                  |           |           |           |           |  |  |       |       |       |       |       |  |
|  | Toluca           | Toluca           | Monterrey    | Monterrey    | 1            | 1 | 2                | 2                | 1         | 3         |           |           |  |  |       |       |       |       |       |  |
|  | Toluca           | Toluca           |              |              |              |   |                  |                  |           | 3         |           |           |  |  |       |       |       |       |       |  |
|  | Monarcas Morelia | Monarcas Morelia | 1            | 2            | 3            |   |                  |                  |           |           |           |           |  |  |       |       |       |       |       |  |
|  | Monarcas Morelia | Monarcas Morelia | 1            | 2            | 3            |   | Monarcas Morelia | Monarcas Morelia | 0         | 0         | 0         |           |  |  |       |       |       |       |       |  |
|  |                  |                  |              |              |              |   | Monarcas Morelia | Monarcas Morelia | 0         | 0         | 0         |           |  |  |       |       |       |       |       |  |
|  |                  |                  | Monterrey    | Monterrey    | 1            | 4 | 5                |                  |           |           |           |           |  |  |       |       |       |       |       |  |
|  | Atlas            | Atlas            | Monterrey    | Monterrey    | 1            | 4 | 5                | 1                | 1         | 2         |           |           |  |  |       |       |       |       |       |  |
|  | Atlas            | Atlas            |              |              |              |   |                  |                  |           | 2         |           |           |  |  |       |       |       |       |       |  |
|  | Monterrey        | Monterrey        | 2            | 4            | 6            |   |                  |                  |           |           |           |           |  |  |       |       |       |       |       |  |

## Együttható-táblázat
Az együttható-táblázat a csapatok (a jelenlegit is beleszámítva) utolsó öt első osztályú szezonjának alapszakaszában elért pontok átlagát tartalmazza négy tizedesre kerekítve, de ha egy csapat időközben volt másodosztályú is, akkor az az előtti időszak eredményei nincsenek benne. Mivel ez a szezon Apertura, ezért nem esik ki egyik csapat sem, de majd a 2018-as Clausurában ez alapján a táblázat alapján dől el, melyik lesz a kieső csapat.
| Csapat      | Összpontszám | Mérkőzések | Együttható |
| ----------- | ------------ | ---------- | ---------- |
| Monterrey   | 149          | 85         | 1,7529     |
| América     | 139          | 85         | 1,6353     |
| Tigres      | 139          | 85         | 1,6353     |
| Toluca      | 134          | 85         | 1,5765     |
| León        | 132          | 85         | 1,5529     |
| Pachuca     | 125          | 85         | 1,4706     |
| Morelia     | 124          | 85         | 1,4588     |
| Guadalajara | 122          | 85         | 1,4353     |
| Tijuana     | 119          | 85         | 1,4000     |
| Necaxa      | 71           | 51         | 1,3922     |
| Lobos       | 23           | 17         | 1,3529     |
| Pumas       | 115          | 85         | 1,3529     |
| Cruz Azul   | 109          | 85         | 1,2824     |
| Santos      | 104          | 85         | 1,2235     |
| Atlas       | 101          | 85         | 1,1882     |
| Puebla      | 101          | 85         | 1,1882     |
| Querétaro   | 96           | 85         | 1,1294     |
| Veracruz    | 88           | 85         | 1,0353     |

## Eredmények

### Alapszakasz

#### Fordulónként

##### 1. forduló
| Dátum (mexikói idő) | Mérkőzés             | Eredmény |
| ------------------- | -------------------- | -------- |
| 2017. július 21.    | Morelia – Monterrey  | 0–0      |
| 2017. július 21.    | Tijuana – Cruz Azul  | 0–2      |
| 2017. július 22.    | Lobos – Santos       | 2–2      |
| 2017. július 22.    | América – Querétaro  | 0–1      |
| 2017. július 22.    | Tigres – Puebla      | 5–0      |
| 2017. július 22.    | León – Atlas         | 0–3      |
| 2017. július 22.    | Guadalajara – Toluca | 0–0      |
| 2017. július 23.    | Pumas – Pachuca      | 1–0      |
| 2017. július 23.    | Veracruz – Necaxa    | 0–2      |

##### 2. forduló
| Dátum (mexikói idő) | Mérkőzés                | Eredmény |
| ------------------- | ----------------------- | -------- |
| 2017. július 28.    | Puebla – Morelia        | 1–1      |
| 2017. július 28.    | Atlas – Pumas           | 2–1      |
| 2017. július 29.    | Querétaro – Lobos       | 0–4      |
| 2017. július 29.    | Cruz Azul – Guadalajara | 1–1      |
| 2017. július 29.    | Monterrey – Veracruz    | 1–0      |
| 2017. július 29.    | Pachuca – América       | 0–2      |
| 2017. július 29.    | Necaxa – Tijuana        | 1–0      |
| 2017. július 30.    | Toluca – León           | 3–1      |
| 2017. július 30.    | Santos – Tigres         | 1–1      |

##### 3. forduló
| Dátum (mexikói idő) | Mérkőzés             | Eredmény |
| ------------------- | -------------------- | -------- |
| 2017. augusztus 4.  | Morelia – Santos     | 1–1      |
| 2017. augusztus 4.  | Tijuana – Monterrey  | 0–3      |
| 2017. augusztus 5.  | Lobos – Pachuca      | 3–2      |
| 2017. augusztus 5.  | Tigres – Querétaro   | 1–1      |
| 2017. augusztus 5.  | León – Cruz Azul     | 2–2      |
| 2017. augusztus 5.  | América – Pumas      | 2–1      |
| 2017. augusztus 5.  | Guadalajara – Necaxa | 2–2      |
| 2017. augusztus 6.  | Toluca – Atlas       | 3–2      |
| 2017. augusztus 6.  | Veracruz – Puebla    | 2–0      |

##### 4. forduló
| Dátum (mexikói idő) | Mérkőzés                | Eredmény |
| ------------------- | ----------------------- | -------- |
| 2017. augusztus 11. | Puebla – Tijuana        | 1–1      |
| 2017. augusztus 11. | Atlas – América         | 0–1      |
| 2017. augusztus 12. | Querétaro – Morelia     | 2–1      |
| 2017. augusztus 12. | Cruz Azul – Toluca      | 0–0      |
| 2017. augusztus 12. | Monterrey – Guadalajara | 4–1      |
| 2017. augusztus 12. | Pachuca – Tigres        | 2–1      |
| 2017. augusztus 12. | Necaxa – León           | 0–3      |
| 2017. augusztus 13. | Pumas – Lobos           | 2–0      |
| 2017. augusztus 13. | Santos – Veracruz       | 2–3      |

##### 5. forduló
| Dátum (mexikói idő) | Mérkőzés             | Eredmény |
| ------------------- | -------------------- | -------- |
| 2017. augusztus 18. | Morelia – Pachuca    | 1–2      |
| 2017. augusztus 18. | Tijuana – Santos     | 2–0      |
| 2017. augusztus 19. | Lobos – América      | 2–3      |
| 2017. augusztus 19. | Cruz Azul – Atlas    | 2–1      |
| 2017. augusztus 19. | Tigres – Pumas       | 2–0      |
| 2017. augusztus 19. | Veracruz – Querétaro | 1–1      |
| 2017. augusztus 19. | León – Monterrey     | 1–2      |
| 2017. augusztus 19. | Guadalajara – Puebla | 0–1      |
| 2017. augusztus 20. | Toluca – Necaxa      | 0–0      |

##### 6. forduló
| Dátum (mexikói idő) | Mérkőzés             | Eredmény |
| ------------------- | -------------------- | -------- |
| 2017. augusztus 22. | Pachuca – Veracruz   | 4–1      |
| 2017. augusztus 22. | Atlas – Lobos        | 1–1      |
| 2017. augusztus 22. | Querétaro – Tijuana  | 1–3      |
| 2017. augusztus 22. | Pumas – Morelia      | 1–2      |
| 2017. augusztus 23. | América – Tigres     | 2–2      |
| 2017. augusztus 23. | Puebla – León        | 0–1      |
| 2017. augusztus 23. | Santos – Guadalajara | 1–1      |
| 2017. augusztus 23. | Monterrey – Toluca   | 4–1      |
| 2017. augusztus 23. | Necaxa – Cruz Azul   | 1–1      |

##### 7. forduló
| Dátum (mexikói idő) | Mérkőzés                | Eredmény |
| ------------------- | ----------------------- | -------- |
| 2017. augusztus 25. | Tijuana – Pachuca       | 2–1      |
| 2017. augusztus 26. | Cruz Azul – Monterrey   | 1–1      |
| 2017. augusztus 26. | Tigres – Lobos          | 3–2      |
| 2017. augusztus 26. | León – Santos           | 1–2      |
| 2017. augusztus 26. | Morelia – América       | 2–0      |
| 2017. augusztus 26. | Necaxa – Atlas          | 2–1      |
| 2017. augusztus 26. | Guadalajara – Querétaro | 0–0      |
| 2017. augusztus 27. | Toluca – Puebla         | 2–1      |
| 2017. augusztus 27. | Veracruz – Pumas        | 1–0      |

##### 8. forduló
Az Atlas–Tigres mérkőzést eredetileg tervezett időpontjában nem tudták lejátszani, mivel az Estadio Jalisco stadionban a kezdőkör fölé függesztett új, 360 fokos eredményjelző tábla túl alacsonyan lógott.
| Dátum (mexikói idő)  | Mérkőzés              | Eredmény |
| -------------------- | --------------------- | -------- |
| 2017. szeptember 8.  | Puebla – Cruz Azul    | 0–0      |
| 2017. november 1.    | Atlas – Tigres        | 1–1      |
| 2017. szeptember 9.  | Lobos – Morelia       | 1–3      |
| 2017. szeptember 9.  | Querétaro – León      | 1–2      |
| 2017. szeptember 9.  | Monterrey – Necaxa    | 1–0      |
| 2017. szeptember 9.  | Pachuca – Guadalajara | 1–3      |
| 2017. szeptember 9.  | América – Veracruz    | 2–0      |
| 2017. szeptember 10. | Pumas – Tijuana       | 0–2      |
| 2017. szeptember 10. | Santos – Toluca       | 0–0      |

##### 9. forduló
| Dátum (mexikói idő)  | Mérkőzés            | Eredmény |
| -------------------- | ------------------- | -------- |
| 2017. szeptember 15. | Morelia – Tigres    | 3–3      |
| 2017. szeptember 15. | Tijuana – América   | 1–1      |
| 2017. szeptember 16. | Cruz Azul – Santos  | 2–1      |
| 2017. szeptember 16. | Monterrey – Atlas   | 2–1      |
| 2017. szeptember 16. | León – Pachuca      | 3–1      |
| 2017. szeptember 16. | Necaxa – Puebla     | 1–1      |
| 2017. szeptember 16. | Guadalajara – Pumas | 1–1      |
| 2017. szeptember 17. | Toluca – Querétaro  | 3–2      |
| 2017. szeptember 17. | Veracruz – Lobos    | 0–1      |

##### 10. forduló
Az eredetileg szeptember 22–24. közöttre tervezett fordulót a szeptember 19-i földrengés miatt elhalasztották.
| Dátum (mexikói idő) | Mérkőzés              | Eredmény |
| ------------------- | --------------------- | -------- |
| 2017. október 17.   | Lobos – Tijuana       | 1–2      |
| 2017. október 17.   | Querétaro – Cruz Azul | 1–2      |
| 2017. október 17.   | Tigres – Veracruz     | 1–0      |
| 2017. október 17.   | Pumas – León          | 2–0      |
| 2017. október 17.   | Atlas – Morelia       | 0–1      |
| 2017. október 18.   | Santos – Necaxa       | 3–2      |
| 2017. október 18.   | Pachuca – Toluca      | 2–2      |
| 2017. október 18.   | América – Guadalajara | 2–1      |
| 2017. október 18.   | Puebla – Monterrey    | 2–0      |

##### 11. forduló
A Monterrey–Santos mérkőzést az Estadio BBVA Bancomerre lezúduló nagy mennyiségű eső miatt későbbre halasztották.
| Dátum (mexikói idő)  | Mérkőzés            | Eredmény |
| -------------------- | ------------------- | -------- |
| 2017. szeptember 26. | Guadalajara – Lobos | 1–2      |
| 2017. szeptember 26. | Puebla – Atlas      | 1–2      |
| 2017. szeptember 26. | Veracruz – Morelia  | 2–1      |
| 2017. szeptember 26. | Tijuana – Tigres    | 0–1      |
| 2017. szeptember 27. | León – América      | 2–1      |
| 2017. szeptember 27. | Toluca – Pumas      | 2–1      |
| 2017. szeptember 27. | Necaxa – Querétaro  | 1–0      |
| 2017. november 9.    | Monterrey – Santos  | 1–1      |
| 2017. szeptember 27. | Pachuca – Cruz Azul | 4–0      |

##### 12. forduló
| Dátum (mexikói idő)  | Mérkőzés              | Eredmény |
| -------------------- | --------------------- | -------- |
| 2017. szeptember 29. | Morelia – Tijuana     | 3–0      |
| 2017. szeptember 29. | Atlas – Veracruz      | 2–0      |
| 2017. szeptember 30. | Lobos – León          | 0–3      |
| 2017. szeptember 30. | Querétaro – Monterrey | 2–2      |
| 2017. szeptember 30. | Tigres – Guadalajara  | 1–0      |
| 2017. szeptember 30. | Pachuca – Necaxa      | 0–0      |
| 2017. szeptember 30. | Toluca – América      | 1–2      |
| 2017. október 1.     | Pumas – Cruz Azul     | 1–4      |
| 2017. október 1.     | Santos – Puebla       | 0–0      |

##### 13. forduló
| Dátum (mexikói idő) | Mérkőzés              | Eredmény |
| ------------------- | --------------------- | -------- |
| 2017. október 11.   | Toluca – Lobos        | 3–1      |
| 2017. október 13.   | Puebla – Querétaro    | 2–2      |
| 2017. október 13.   | Tijuana – Veracruz    | 0–0      |
| 2017. október 14.   | Cruz Azul – América   | 1–3      |
| 2017. október 14.   | Monterrey – Pachuca   | 2–0      |
| 2017. október 14.   | León – Tigres         | 1–0      |
| 2017. október 14.   | Necaxa – Pumas        | 0–0      |
| 2017. október 14.   | Guadalajara – Morelia | 1–2      |
| 2017. október 15.   | Santos – Atlas        | 0–1      |

##### 14. forduló
| Dátum (mexikói idő) | Mérkőzés               | Eredmény |
| ------------------- | ---------------------- | -------- |
| 2017. október 20.   | Morelia – León         | 0–0      |
| 2017. október 20.   | Atlas – Tijuana        | 1–0      |
| 2017. október 21.   | Lobos – Cruz Azul      | 3–0      |
| 2017. október 21.   | Querétaro – Santos     | 1–2      |
| 2017. október 21.   | Tigres – Toluca        | 3–0      |
| 2017. október 21.   | Pachuca – Puebla       | 1–0      |
| 2017. október 21.   | América – Necaxa       | 0–1      |
| 2017. október 22.   | Pumas – Monterrey      | 0–1      |
| 2017. október 22.   | Veracruz – Guadalajara | 2–3      |

##### 15. forduló
| Dátum (mexikói idő) | Mérkőzés              | Eredmény |
| ------------------- | --------------------- | -------- |
| 2017. október 27.   | Puebla – Pumas        | 3–0      |
| 2017. október 28.   | Cruz Azul – Tigres    | 1–2      |
| 2017. október 28.   | Querétaro – Atlas     | 2–2      |
| 2017. október 28.   | Monterrey – América   | 2–0      |
| 2017. október 28.   | León – Veracruz       | 6–2      |
| 2017. október 28.   | Necaxa – Lobos        | 5–0      |
| 2017. október 28.   | Guadalajara – Tijuana | 3–1      |
| 2017. október 29.   | Toluca – Morelia      | 0–1      |
| 2017. október 29.   | Santos – Pachuca      | 2–2      |

##### 16. forduló
| Dátum (mexikói idő) | Mérkőzés            | Eredmény |
| ------------------- | ------------------- | -------- |
| 2017. november 3.   | Morelia – Cruz Azul | 1–2      |
| 2017. november 3.   | Tijuana – León      | 2–1      |
| 2017. november 4.   | Lobos – Monterrey   | 2–1      |
| 2017. november 4.   | Pachuca – Querétaro | 0–1      |
| 2017. november 4.   | América – Puebla    | 1–1      |
| 2017. november 4.   | Guadalajara – Atlas | 1–2      |
| 2017. november 5.   | Pumas – Santos      | 2–2      |
| 2017. november 5.   | Tigres – Necaxa     | 1–0      |
| 2017. november 5.   | Veracruz – Toluca   | 0–1      |

##### 17. forduló
| Dátum (mexikói idő) | Mérkőzés             | Eredmény |
| ------------------- | -------------------- | -------- |
| 2017. november 17.  | Puebla – Lobos       | 0–1      |
| 2017. november 17.  | Atlas – Pachuca      | 1–1      |
| 2017. november 18.  | Cruz Azul – Veracruz | 1–0      |
| 2017. november 18.  | Querétaro – Pumas    | 1–1      |
| 2017. november 18.  | Monterrey – Tigres   | 2–0      |
| 2017. november 18.  | León – Guadalajara   | 0–2      |
| 2017. november 18.  | Necaxa – Morelia     | 1–2      |
| 2017. november 19.  | Toluca – Tijuana     | 3–1      |
| 2017. november 19.  | Santos – América     | 0–1      |

#### Kereszttábla
| Hazai \ Vendég1 | AMÉ | ATL | CRZ | GUA | LEÓ | LOB | MTY | MOR | NEC | PAC | PUE | PUM | QUE | SAN | TIG | TIJ | TOL | VER |
| América         |     |     |     | 2–1 |     |     |     |     | 0–1 |     | 1–1 | 2–1 | 0–1 |     | 2–2 |     |     | 2–0 |
| Atlas           | 0–1 |     |     |     |     | 1–1 |     | 0–1 |     | 1–1 |     | 2–1 |     |     | 1–1 | 1–0 |     | 2–0 |
| Cruz Azul       | 1–3 | 2–1 |     | 1–1 |     |     | 1–1 |     |     |     |     |     |     | 2–1 | 1–2 |     | 0–0 | 1–0 |
| Guadalajara     |     | 1–2 |     |     |     | 1–2 |     | 1–2 | 2–2 |     | 0–1 | 1–1 |     |     |     | 3–1 | 0–0 |     |
| León            | 2–1 | 0–3 | 2–2 | 0–2 |     |     | 1–2 |     |     | 3–1 |     |     |     | 1–2 | 1–0 |     |     | 6–2 |
| Lobos           | 2–3 |     | 3–0 |     | 0–3 |     | 2–1 | 1–3 |     | 3–2 |     |     |     | 2–2 |     | 1–2 |     |     |
| Monterrey       | 2–0 | 2–1 |     | 4–1 |     |     |     |     | 1–0 | 2–0 |     |     |     | 1–1 | 2–0 |     | 4–1 | 1–0 |
| Morelia         | 2–0 |     | 1–2 |     | 0–0 |     | 0–0 |     |     | 1–2 |     |     |     | 1–1 | 3–3 | 3–0 |     |     |
| Necaxa          |     | 2–1 | 1–1 |     | 0–3 | 5–0 |     | 1–2 |     |     | 1–1 | 0–0 | 1–0 |     |     | 1–0 |     |     |
| Pachuca         | 0–2 |     | 4–0 | 1–3 |     |     |     |     | 0–0 |     | 1–0 |     | 0–1 |     | 2–1 |     | 2–2 | 4–1 |
| Puebla          |     | 1–2 | 0–0 |     | 0–1 | 0–1 | 2–0 | 1–1 |     |     |     | 3–0 | 2–2 |     |     | 1–1 |     |     |
| Pumas           |     |     | 1–4 |     | 2–0 | 2–0 | 0–1 | 1–2 |     | 1–0 |     |     |     | 2–2 |     | 0–2 |     |     |
| Querétaro       |     | 2–2 | 1–2 |     | 1–2 | 0–4 | 2–2 | 2–1 |     |     |     | 1–1 |     | 1–2 |     | 1–3 |     |     |
| Santos          | 0–1 | 0–1 |     | 1–1 |     |     |     |     | 3–2 | 2–2 | 0–0 |     |     |     | 1–1 |     | 0–0 | 2–3 |
| Tigres          |     |     |     | 1–0 |     | 3–2 |     |     | 1–0 |     | 5–0 | 2–0 | 1–1 |     |     |     | 3–0 | 1–0 |
| Tijuana         | 1–1 |     | 0–2 |     | 2–1 |     | 0–3 |     |     | 2–1 |     |     |     | 2–0 | 0–1 |     |     | 0–0 |
| Toluca          | 1–2 | 3–2 |     |     | 3–1 | 3–1 |     | 0–1 | 0–0 |     | 2–1 | 2–1 | 3–2 |     |     | 3–1 |     |     |
| Veracruz        |     |     |     | 2–3 |     | 0–1 |     | 2–1 | 0–2 |     | 2–0 | 1–0 | 1–1 |     |     |     | 0–1 |     |

Utolsó felvett mérkőzés dátuma: 2017. november 19. 
Forrás: A bajnokság hivatalos honlapja 
1A hazai csapatok a bal oldali oszlopban szerepelnek.
Színek: Zöld = hazai győzelem; Sárga = döntetlen; Piros = vendéggyőzelem.
 

## Góllövőlista
Az alábbi lista a legalább 4 gólt szerző játékosokat tartalmazza.
- 14 gólos:
  -  Avilés Hurtado (Monterrey)
- 12 gólos:
  -  Mauro Boselli (León)
  -  Rogelio Funes Mori (Monterrey)
  -  Enner Valencia (Tigres)
- 11 gólos:
  -  Raúl Ruidíaz (Morelia)
- 10 gólos:
  -  Fernando Uribe (Toluca)
- 9 gólos:
  -  Julián Andrés Quiñones (Lobos)
  -  Julio César Furch (Santos)
- 8 gólos:
  -  Milton Caraglio (Atlas)
  -  Felipe Mora (Cruz Azul)
  -  Víctor Guzmán (Pachuca)
  -  Camilo Sanvezzo (Querétaro)
- 7 gólos:
  -  Eduardo Vargas (Tigres)
  -  Gustavo Bou (Tijuana)
- 6 gólos:
  -  Oribe Peralta (América)
  -  Elías Hernández (León)
  -  Dorlan Pabón (Monterrey)
  -  André-Pierre Gignac (Tigres)
  -  Cristian Menéndez (Veracruz)
- 5 gólos:
  -  Matías Alustiza (Atlas)
  -  Édgar Méndez (Cruz Azul)
  -  Rodolfo Pizarro (Guadalajara)
  -  Diego Valdés Contreras (Morelia)
  -  Nicolás Castillo (Pumas)
  -  Alexis Canelo (Toluca)
- 4 gólos:
  -  Amaury Escoto (Lobos)
  -  Carlos Andrés Sánchez (Monterrey)
  -  Luis Ernesto Pérez Martínez (Necaxa)
  -  Carlos González Espínola (Necaxa)
  -  Lucas Cavallini (Puebla)
  -  Djaniny (Santos)
  -  Anselmo Vendrechovski Júnior (Tigres)

## Sportszerűségi táblázat
A következő táblázat a csapatok játékosai által az alapszakasz során kapott lapokat tartalmazza. Egy kiállítást nem érő sárga lapért 1, egy kiállításért 3 pont jár. A csapatok növekvő pontsorrendben szerepelnek, így az első helyezett a legsportszerűbb közülük. Ha több csapat pontszáma, gólkülönbsége, összes és idegenben rúgott góljainak száma és a klubok együtthatója is egyenlő, egymás elleni eredményük pedig döntetlen, akkor helyezésüket a sportszerűségi táblázat alapján döntik el.
| Csapat           | Sárga lap | sárga lap · 2. sárga lap · kiállítva | kiállítva | Pontszám |
| ---------------- | --------- | ------------------------------------ | --------- | -------- |
| CD Guadalajara   | 26        | 0                                    | 3         | 35       |
| Pachuca          | 31        | 0                                    | 2         | 37       |
| Necaxa           | 35        | 0                                    | 1         | 38       |
| Puebla           | 31        | 0                                    | 3         | 40       |
| Monterrey        | 34        | 0                                    | 2         | 40       |
| León             | 32        | 0                                    | 3         | 41       |
| Monarcas Morelia | 36        | 0                                    | 2         | 42       |
| Pumas            | 39        | 0                                    | 2         | 45       |
| Atlas            | 34        | 0                                    | 4         | 46       |
| Santos Laguna    | 32        | 0                                    | 5         | 47       |
| Tigres           | 38        | 0                                    | 3         | 47       |
| Querétaro        | 39        | 0                                    | 3         | 48       |
| Toluca           | 37        | 0                                    | 5         | 52       |
| América          | 41        | 0                                    | 5         | 56       |
| Lobos de la BUAP | 44        | 0                                    | 4         | 56       |
| Cruz Azul        | 46        | 0                                    | 4         | 58       |
| Tijuana          | 51        | 0                                    | 3         | 60       |
| Veracruz         | 42        | 0                                    | 6         | 60       |